# Gouania discolor
Gouania discolor är en brakvedsväxtart som beskrevs av George Bentham. Gouania discolor ingår i släktet Gouania och familjen brakvedsväxter. Inga underarter finns listade i Catalogue of Life.